# Haraea japonica
Haraea japonica är en svampart som beskrevs av Sacc. & P. Syd. 1913. Haraea japonica ingår i släktet Haraea och familjen Meliolaceae.   Inga underarter finns listade i Catalogue of Life.